# Шедуйките, Юрга
Юрга Шедуйките (лит. Jurga Šeduikytė; более известная под своим сценическим именем Jurga; 10 февраля 1980) — литовская певица и автор песен.

## Биография
Юрга Шедуйките родилась в семье музыкантов в Клайпеде (по другим данным — в городе Тельшяй). С 8 лет она переехала со своей семьей в Палангу, где Юрга окончила музыкальную школу по классу фортепиано. Училась Вильнюсском университете на факультете журналистики.
В 2002 году она приняла участие в конкурсе молодых исполнителей Fizz Superstar. В том же году под псевдонимом Dingau впервые выступала с концертами в составе женской рок-группы Muscat. В 2004 году она пела в мюзиклах «Ugnies medžioklė su varovais» и «Tadas Blinda».
В 2005 году под сценическим именем Jurga начала сольную карьеру. 16 сентября вышел её дебютный альбом «Aukso pieva» («Золотой луг»). Первый сингл «Nebijok» («Не бойся») 8 недель продержался на первом месте литовского хит-парада. В состав альбома, спродюсированного Андрюсом Мамонтовасом, вошли 12 треков на литовском и английском языках, почти все из которых написаны Юргой. Она получила за него множество наград и дала более 120 концертов в Литве и Латвии. В 2006 году её песни стали доступны в международных онлайн-магазинах: Amazon, iTunes Music Store, Napster, eMusic, Virgin Megastore и Sony Connect.
Второй её альбом «Instrukcija» («Инструкция») вышел в апреле 2007 года и содержал 13 треков, написанных Юргой в Литве и Новой Зеландии. В связи с выходам альбома она отправилась в турне по Литве, а также выступила с концертом в боннском замке Аннаберг. В июле 2007 года её песня «5th Season» выиграла гран-при Балтийского песенного фестиваля в Карлсхамне в Швеции. 1 ноября того же года она получила премию MTV Europe Music Awards как лучший балтийский исполнитель.
28 августа 2008 года у Юрги родился сын Адас. Почти год спустя, 26 августа 2009 года, она вышла замуж за отца её сына, Видаса Барейкиса, вокалиста группы Suicide DJs.

## Дискография

### Альбомы
- Aukso pieva (2005)
- Instrukcija (2007)
- +37° (Goal of Science) (2009)
- Prie Žalio Vandens (2011)
- Metronomes (2011)
- Breaking The Line (2013)
- Giliai Vandeny (2015)
- Not Perfect (2017)
- To the Sky (2019)
- Jurga (2020)